# ماركوس ليمان
ماركوس ليمان (بالألمانية: Marcus Lehmann)‏ هو حاخام ألماني، ولد في 10 يناير 1831 في فردن نيدرزاكسن في ألمانيا، وتوفي في 14 أبريل 1890 في ماينتس في ألمانيا.